# Lauro Morhy

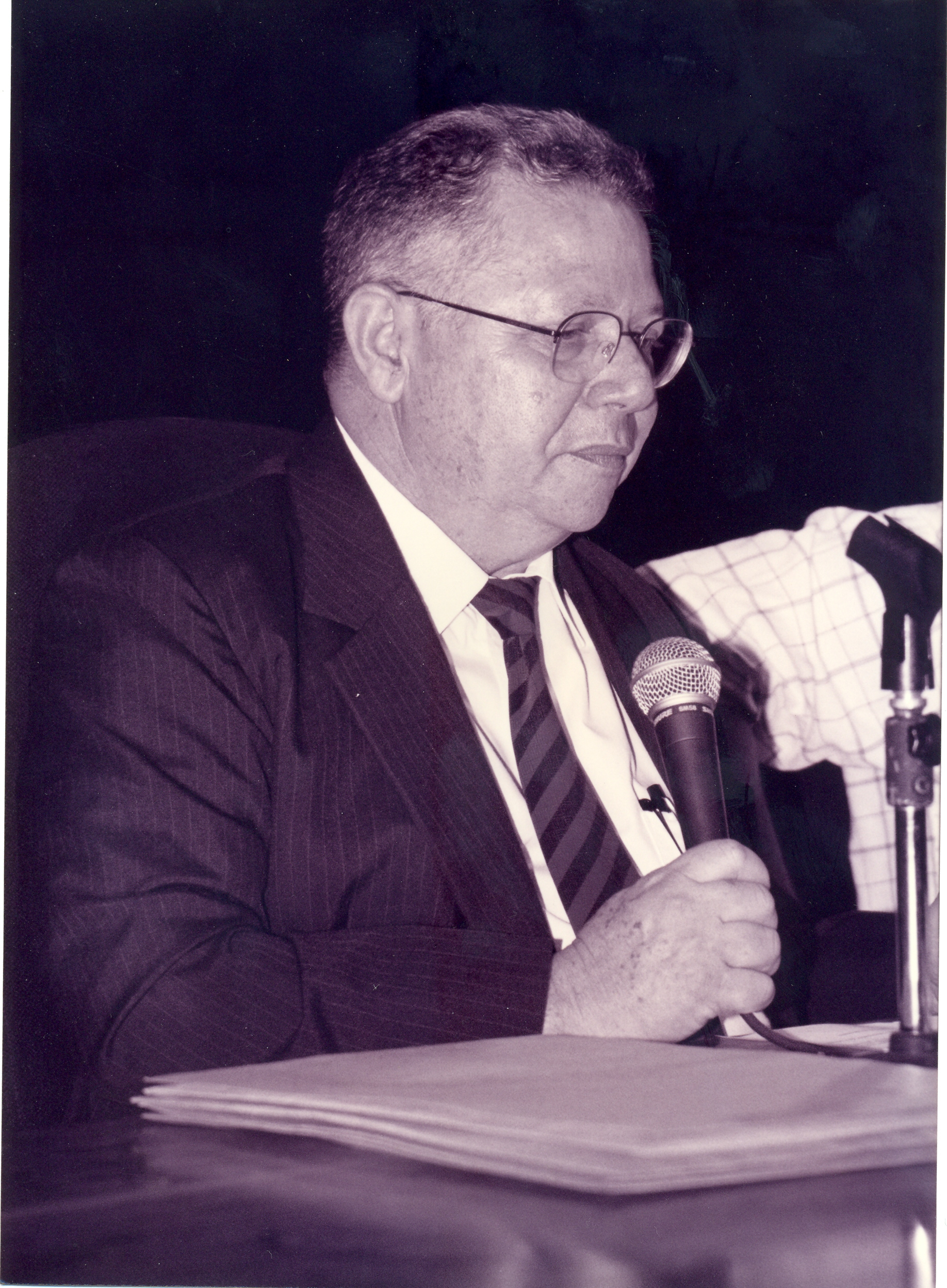
Lauro Morhy

Lauro Morhy (Guajará-Mirim, 15 de agosto de 1940 – 17 de julho de 2016) foi um biólogo pesquisador brasileiro, e reitor da Universidade de Brasília. De ascendência irlandesa e libanesa, atuou na área da Química de Proteínas, onde ganhou reconhecimento por ter determinado pela primeira vez no Brasil, a estrutura sequencial completa de uma proteína.
Lauro iniciou a sua formação acadêmica em 1965, quando se tornou bacharel em química pela Universidade Federal do Pará (UFPA). Em 1976 tornou-se mestre em biologia molecular pela Universidade de Brasília (UnB), e em 1985, obteve o título de doutor em biologia molecular pela Escola Paulista de Medicina (UNIFESP). Em 1970, o acadêmico começou a lecionar várias disciplinas nas áreas de química e biologia na Universidade de Brasília.
Tornou-se Decano de Pesquisa e Pós-Graduação da UnB, cargo que ocupou antes de assumir a reitoria da universidade, em 1997.
Dentre os seus feitos como reitor da UnB, podemos destacar a fundação da Diretoria de Acesso ao Ensino Superior (DAE), atual Centro de Seleção e de Promoção de Eventos (Cespe). Como diretor-geral, propôs um novo sistema de seleção de alunos, posteriormente denominado Programa de Avaliação Seriada (PAS). Fundou o Centro Brasileiro de Serviços e Pesquisas em Proteínas, no ano de 1981.
Prestou consultorias científicas a diversos órgãos públicos, empresas, e fundações. Dentre eles, o Conselho Nacional de Desenvolvimento Científico e Tecnológico (CNPq), a Financiadora de Estudos e Projetos (Finep), e a Fundação Banco do Brasil (FBB). Foi membro do Conselho da Sociedade Brasileira para o Progresso da Ciência (SBPC), e presidente da Associação Brasileira de Química (ABQ). Se tornou membro da Sociedade Brasileira de Química, Sociedade Brasileira de Bioquímica e Biologia Molecular, e da New York Academy of Sciences.
O pesquisador coleciona condecorações, e homenagens. Dentre elas, a Medalha Mérito Alvorada, e a Medalha Mérito de Pioneiro (Brasília). É cidadão honorário de Brasília, e professor emérito da UnB.
O principal auditório do Instituto de Química da Universidade de Brasília foi batizado em sua homenagem.